# Oleada de tornados en Estados Unidos del 14-16 de abril de 2011
La Oleada de tornados en Estados Unidos del 14-16 de abril de 2011 fue una oleada de tornados de tres días en el sur de los Estados Unidos desde el 14 hasta 16 de abril de 2011 con severas destrucciones en todos esos días. Tras la pérdida de vidas y destrucción por los tornados, el gobernador de Alabama, Robert J. Bentley declaró el estado de emergencia para todo el estado. Además, 26 condados de Oklahoma y del Condado de Wake, Carolina del Norte fueron puestos en estado de emergencia. Las estimaciones actuales sugieren que al menos 38 personas han perdido la vida por los tornados y otras cinco por las líneas de vientos asociadas con el sistema de tormentas. La oleada de tornados han provocado 43 muertes en el Centro - Sur de los Estados Unidos. Este es el mayor número de fatalidades en una oleada de tornados en los Estados Unidos desde la Oleada de tornados del Super Martes del 2008 hasta la Oleada de tornados en Estados Unidos del 25-28 de abril de 2011 que mató a un total de 300 personas.

## Tornados
| Confirmado Total | Confirmado EF0 | Confirmado EF1 | Confirmado EF2 | Confirmado EF3 | Confirmado EF4 | Confirmado EF5 |
| 162              | 43             | 75             | 30             | 14             | 0              | 0              |

### Tornados del 14 de abril
| Lista de tornados reportados - Jueves, 14 de abril de 2011                                                  | Lista de tornados reportados - Jueves, 14 de abril de 2011 | Lista de tornados reportados - Jueves, 14 de abril de 2011 | Lista de tornados reportados - Jueves, 14 de abril de 2011 | Lista de tornados reportados - Jueves, 14 de abril de 2011 | Lista de tornados reportados - Jueves, 14 de abril de 2011 | Lista de tornados reportados - Jueves, 14 de abril de 2011 |
| --- | ---------------------------------------------------------- | ---------------------------------------------------------- | ---------------------------------------------------------- | ---------------------------------------------------------- | ---------------------------------------------------------- | ---------------------------------------------------------- |
| EF# | Ubicación                                                  | Condado                                                    | Coord.                                                     | Horario (UTC)                                              | Longitud del recorrido                                     | Comentarios/daños                                          |
| Oklahoma |                                                            |                                                            |                                                            |                                                            |                                                            |                                                            |
| EF0 | NE de Burbank                                              | Osage                                                      | 36°43′N 96°43′O / 36.72, -96.71                            | 2115                                                       | desconocido                                                |                                                            |
| EF0 | NO de Stroud                                               | Lincoln                                                    | 35°46′N 96°41′O / 35.77, -96.68                            | 2142                                                       | desconocido                                                |                                                            |
| EF1 | N de Hominy                                                | Osage                                                      | 36°28′N 96°23′O / 36.46, -96.39                            | 2200                                                       | desconocido                                                |                                                            |
| EF0 | N de Ochelata                                              | Washington                                                 | 36°38′N 95°35′O / 36.64, -95.58                            | 2250                                                       | desconocido                                                |                                                            |
| EF1 | N de Madill                                                | Marshall, Johnston                                         | 34°07′N 96°46′O / 34.12, -96.77                            | 2309                                                       | desconocido                                                |                                                            |
| EF? | N de Okfuskee                                              | Okfuskee                                                   | 35°37′N 96°14′O / 35.61, -96.23                            | 2309                                                       |                                                            |                                                            |
| EF? | S de Milburn                                               | Johnston                                                   | 34°11′N 96°33′O / 34.18, -96.55                            | 2322                                                       |                                                            |                                                            |
| EF3 | Atoka/Tushka                                               | Atoka                                                      | 34°17′N 96°31′O / 34.28, -96.51                            | 0023                                                       | desconocido                                                | 2 muertes                                                  |
| EF? | SE de Davis                                                | Murray                                                     | 34°26′N 97°01′O / 34.44, -97.01                            | 0040                                                       |                                                            | Tornado confirmado por KFOR-TV.                            |
| EF2 | O de Eucha                                                 | Delaware                                                   | 36°25′N 94°49′O / 36.42, -94.81                            | 0051                                                       | desconocido                                                | Dos casas móviles destruidas                               |
| EF1 | S de Daisy                                                 | Pushmataha                                                 | 34°28′N 95°43′O / 34.46, -95.72                            | 0116                                                       | desconocido                                                | Tornado confirmado a lo largo del Indian Nation Turnpike.  |
| EF1 | Jumbo                                                      | Pushmataha                                                 | 34°26′N 95°44′O / 34.44, -95.73                            | 0118                                                       | desconocido                                                | Posible tornado relacionado cerca de Daisy                 |
| EF1 | NO de Wagoner                                              | Wagoner                                                    | 36°00′N 95°22′O / 36.00, -95.37                            | 0125                                                       | desconocido                                                | Techos destruidos por un tornado.                          |
| EF1 | O de Talihana                                              | Latimer                                                    | 34°59′N 94°41′O / 34.98, -94.68                            | 0131                                                       | desconocido                                                |                                                            |
| EF0 | O de Yanush                                                | Latimer                                                    | 34°43′N 95°19′O / 34.71, -95.31                            | 0217                                                       | desconocido                                                |                                                            |
| EF1 | Wister (primer tornado)                                    | Le Flore                                                   | 34°59′N 94°41′O / 34.98, -94.68                            | 0230                                                       | desconocido                                                |                                                            |
| EF1 | Wister (segundo tornado)                                   | Le Flore                                                   | 34°59′N 94°41′O / 34.98, -94.68                            | 0240                                                       | desconocido                                                |                                                            |
| EF0 | S de Smithville                                            | McCurtain                                                  | 34°27′N 94°43′O / 34.45, -94.71                            | 0333                                                       | 2,5 millas (4 km)                                          |                                                            |
| EF0 | SE de Ringgold                                             | McCurtain                                                  | 34°10′N 95°03′O / 34.16, -95.05                            | 0352                                                       | 75 yardas (68,6 m)                                         |                                                            |
| EF0 | SO de Hochatown                                            | McCurtain                                                  | 34°10′N 94°44′O / 34.17, -94.73                            | 0437                                                       | 1,3 millas (2,1 km)                                        |                                                            |
| EF1 | E de Dewey                                                 | Washington, Nowata                                         |                                                            | desconocido                                                | desconocido                                                |                                                            |
| EF1 | S de Bache                                                 | Pittsburg                                                  |                                                            | desconocido                                                | desconocido                                                |                                                            |
| Kansas |                                                            |                                                            |                                                            |                                                            |                                                            |                                                            |
| EF0 | S de Tescott                                               | Saline y Ottawa                                            | 38°59′N 97°53′O / 38.98, -97.88                            | 2200                                                       | 1,5 millas (2,4 km)                                        |                                                            |
| EF? | E de Atlanta                                               | Cowley                                                     | 37°26′N 96°33′O / 37.44, -96.55                            | 2211                                                       |                                                            |                                                            |
| EF? | N de Chautauqua                                            | Chautauqua                                                 | 37°01′N 96°15′O / 37.02, -96.25                            | 2216                                                       |                                                            |                                                            |
| EF0 | N de New Cambria                                           | Saline                                                     | 38°57′N 97°31′O / 38.95, -97.51                            | 2223                                                       | 0,25 millas (400 m)                                        |                                                            |
| Texas |                                                            |                                                            |                                                            |                                                            |                                                            |                                                            |
| EF0 | NO de Honey Grove                                          | Fannin                                                     | 33°35′N 95°56′O / 33.59, -95.93                            | 0346                                                       | 1,4 millas (2,3 km)                                        | Estructuras dañadas                                        |
| Fuentes: SPC Storm Reports for 04/14/11, NWS Norman, NWS Tulsa, NWS Shreveport, NWS Fort Worth, NWS Wichita |                                                            |                                                            |                                                            |                                                            |                                                            |                                                            |

### Tornados del 15 de abril
| Lista de tornados reportados - Viernes, 15 de abril de 2011                                                             | Lista de tornados reportados - Viernes, 15 de abril de 2011 | Lista de tornados reportados - Viernes, 15 de abril de 2011 | Lista de tornados reportados - Viernes, 15 de abril de 2011 | Lista de tornados reportados - Viernes, 15 de abril de 2011 | Lista de tornados reportados - Viernes, 15 de abril de 2011 | Lista de tornados reportados - Viernes, 15 de abril de 2011                                                                             |
| --- | ----------------------------------------------------------- | ----------------------------------------------------------- | ----------------------------------------------------------- | ----------------------------------------------------------- | ----------------------------------------------------------- | --- |
| EF# | Ubicación                                                   | Condado                                                     | Coord.                                                      | Horario (UTC)                                               | Longitud del recorrido                                      | Comentarios/daños |
| Arkansas |                                                             |                                                             |                                                             |                                                             |                                                             | |
| EF1 | Little Rock                                                 | Pulaski                                                     | 34°44′N 92°20′O / 34.73, -92.34                             | 0700                                                        | desconocido                                                 | 2 muertes |
| EF1 | S de Scott                                                  | Pulaski, Lonoke                                             | 34°38′N 92°08′O / 34.64, -92.14                             | 0710                                                        | 6,9 millas (11,1 km)                                        | Estructuras dañadas |
| Misisipi |                                                             |                                                             |                                                             |                                                             |                                                             | |
| EF? | N de Strengthford                                           | Wayne                                                       | 31°39′N 88°53′O / 31.65, -88.89                             | 1520                                                        |                                                             | Tornado confirmado por las autoridades de manejo de emergencia                                                                          |
| EF3 | Clinton                                                     | Hinds                                                       | 32°20′N 90°20′O / 32.34, -90.33                             | 1551                                                        | 17 millas (27,4 km)                                         | Estructuras dañadas |
| EF1 | Pisgah                                                      | Rankin                                                      | 32°20′N 89°53′O / 32.34, -89.89                             | 1644                                                        | desconocido                                                 | Tornado en el Ross Barnett Reservoir. Estructuras dañadas.                                                                              |
| EF? | N de Lena                                                   | Leake                                                       | 32°38′N 89°35′O / 32.64, -89.59                             | 1605                                                        |                                                             | |
| EF? | State Line                                                  | Wayne                                                       | 31°26′N 88°28′O / 31.44, -88.47                             | 1643                                                        |                                                             | Estructuras dañadas |
| EF? | S de Ludlow                                                 | Scott                                                       | 32°34′N 89°43′O / 32.56, -89.71                             | 1700                                                        |                                                             | Estructuras dañadas |
| EF3 | Scooba                                                      | Neshoba, Kemper, Sumter (AL), Greene (AL), Tuscaloosa (AL)  | 32°45′N 88°49′O / 32.75, -88.81                             | 1753                                                        | desconocido                                                 | Estructuras dañadas de acuerdo a reportes de ABC 33/40. Al menos 5 personas heridas. El recorrido fue de 38 millas (61 km) en Misisipi. |
| EF2 | Possumneck                                                  | Attala                                                      | 33°08′N 89°44′O / 33.14, -89.74                             | 1922                                                        | 3 millas (4,8 km)                                           | Estructuras dañadas y dos personas heridas.                                                                                             |
| EF0 | E de Hesterville                                            | Attala                                                      | 33°10′N 89°36′O / 33.16, -89.60                             | 1933                                                        | 4 millas (6,4 km)                                           | |
| EF? | S de Quitman                                                | Clarke                                                      | 32°01′N 88°43′O / 32.01, -88.72                             | 2242                                                        |                                                             | |
| EF? | S de Moselle                                                | Jones                                                       | 31°29′N 89°17′O / 31.49, -89.28                             | 2245                                                        |                                                             | |
| EF3 | Leakesville                                                 | Greene                                                      | 31°09′N 88°34′O / 31.15, -88.56                             | 0053                                                        | desconocido                                                 | 1 muerto – Estructuras dañadas y heridos reportados.                                                                                    |
| Alabama |                                                             |                                                             |                                                             |                                                             |                                                             | |
| EF? | E de Melvin                                                 | Choctaw                                                     | 31°55′N 88°26′O / 31.92, -88.43                             | 1614                                                        |                                                             | Una refinería obtuvo daños |
| EF? | SO de Butler                                                | Choctaw                                                     | 32°02′N 88°16′O / 32.03, -88.27                             | 1650                                                        |                                                             | |
| EF? | NNE de Yarbo                                                | Washington                                                  | 31°33′N 88°17′O / 31.55, -88.28                             | 1708                                                        |                                                             | Árboles arrancados |
| EF? | Nanafalia                                                   | Marengo                                                     | 32°07′N 87°59′O / 32.11, -87.99                             | 1735                                                        |                                                             | Tornado confirmado por las autoridades.                                                                                                 |
| EF2 | Geiger                                                      | Sumter                                                      | 32°52′N 88°19′O / 32.87, -88.31                             | 1848                                                        | 8,6 millas (13,8 km)                                        | Estructuras dañadas y posible tornado EF2                                                                                               |
| EF? | Tuscaloosa                                                  | Tuscaloosa                                                  | 33°08′N 87°34′O / 33.14, -87.56                             | 2034                                                        |                                                             | Gran tornado confirmado por ABC 33/40. Graves daños en el centro comercial McFarland Mall.                                              |
| EF? | N de Greensboro                                             | Hale                                                        | 32°48′N 87°32′O / 32.80, -87.53                             | 2048                                                        |                                                             | Techos arrancados y estructuras dañadas.                                                                                                |
| EF2 | Cuba                                                        | Sumter                                                      | 32°26′09″N 88°19′44″O / 32.4359, -88.3288                   | 2058                                                        | 8,9 millas (14,3 km)                                        | Dos viviendas dañadas |
| EF? | Moundville                                                  | Hale                                                        | 33°00′N 87°38′O / 33.00, -87.63                             | 2112                                                        |                                                             | Estructuras dañadas |
| EF? | Eoline (primer tornado)                                     | Bibb                                                        | 33°00′N 87°14′O / 33.00, -87.23                             | 2123                                                        |                                                             | Árboles y cableado eléctrico dañado. |
| EF? | Lisman                                                      | Choctaw                                                     | 32°10′N 88°17′O / 32.17, -88.28                             | 2135                                                        |                                                             | Estructuras dañadas |
| EF? | S de West Blocton                                           | Bibb                                                        | 33°06′N 87°08′O / 33.10, -87.13                             | 2138                                                        |                                                             | Árboles arrancados |
| EF0 | Alabaster                                                   | Shelby                                                      | 33°15′N 86°49′O / 33.25, -86.82                             | 2159                                                        | 1,36 millas (2,2 km)                                        | Estructuras dañadas |
| EF? | N de Demopolis                                              | Greene                                                      | 32°35′N 87°50′O / 32.59, -87.84                             | 2145                                                        |                                                             | |
| EF? | SE de Beatrice                                              | Monroe                                                      | 31°40′N 87°08′O / 31.67, -87.13                             | 2215                                                        |                                                             | Una iglesia fue destruida |
| EF? | N de Turnbull                                               | Monroe                                                      | 31°44′N 87°07′O / 31.74, -87.12                             | 2230                                                        |                                                             | Tornado confirmado |
| EF? | Eoline (segundo tornado)                                    | Bibb                                                        | 33°00′N 87°14′O / 33.00, -87.23                             | 2230                                                        |                                                             | Dos viviendas resultaron con techo dañado                                                                                               |
| EF? | Old Texas                                                   | Monroe                                                      | 31°46′N 87°00′O / 31.77, -87.00                             | 2245                                                        |                                                             | Una iglesia fue destruida en la zona rural                                                                                              |
| EF1 | Wilsonville                                                 | Shelby                                                      | 33°14′N 86°29′O / 33.24, -86.48                             | 2245                                                        | 4,25 millas (6,8 km)                                        | Tornado visto a lo largo de la Carretera 25. Una vivienda dañada.                                                                       |
| EF? | S de Linden                                                 | Marengo                                                     | 32°19′N 87°48′O / 32.31, -87.80                             | 2253                                                        |                                                             | 1 muerto - Al menos otras cuatro personas resultaron heridas.                                                                           |
| EF? | Chelsea                                                     | Shelby                                                      | 33°20′N 86°38′O / 33.33, -86.64                             | 2253                                                        |                                                             | La estación de bomberos local, resultó con daños                                                                                        |
| EF? | Forest Home                                                 | Butler                                                      | 31°52′N 86°50′O / 31.86, -86.84                             | 2300                                                        |                                                             | Estructuras dañadas |
| EF2 | S de Butler                                                 | Choctaw                                                     | 32°02′N 88°15′O / 32.04, -88.25                             | 2316                                                        | desconocido                                                 | Estructuras dañadas, posiblemente varios tornados.                                                                                      |
| EF? | Talladega                                                   | Talladega                                                   | 33°26′N 86°06′O / 33.43, -86.10                             | 2320                                                        |                                                             | Tornado destruye estación de bomberos local.                                                                                            |
| EF? | Hamburg                                                     | Perry                                                       | 32°32′N 87°17′O / 32.53, -87.29                             | 2336                                                        |                                                             | Reporte de tornado tocando tierra en la comunidad                                                                                       |
| EF? | S de Marion                                                 | Perry                                                       | 32°34′N 87°19′O / 32.57, -87.32                             | 2336                                                        |                                                             | Cableado eléctrico dañado |
| EF1 | NNO de Valley Grande                                        | Dallas                                                      | 32°36′01″N 87°00′33″O / 32.6004, -87.0091                   | 0005                                                        | 0,1 millas (160 m)                                          | Estructuras dañadas |
| EF1 | ONO de Chaba River                                          | Dallas                                                      | 32°28′12″N 87°14′05″O / 32.47, -87.2346                     | 0048                                                        | 0,2 millas (320 m)                                          | Estructuras dañadas |
| EF1 | OSO de Selma                                                | Dallas                                                      | 32°22′37″N 87°05′34″O / 32.3769, -87.0928                   | 0113                                                        | 0,8 millas (1,3 km)                                         | Árboles arrancados |
| EF3 | Vinegar Bend                                                | Washington                                                  | 31°16′N 88°20′O / 31.26, -88.34                             | 0115                                                        | desconocido                                                 | 3 muertes – Estructuras dañadas. |
| EF? | Gainstown                                                   | Clarke                                                      | 31°27′N 87°41′O / 31.45, -87.69                             | 0225                                                        |                                                             | Estructuras dañadas. Al menos una persona herida.                                                                                       |
| EF1 | O de Mulberry                                               | Autauga                                                     | 32°28′N 86°47′O / 32.46, -86.78                             | 0234                                                        | 2 millas (3,2 km)                                           | Damage limited to a few trees that were uprooted.                                                                                       |
| EF? | Citronelle                                                  | Mobile                                                      | 31°05′N 88°14′O / 31.09, -88.24                             | 0307                                                        |                                                             | Estructuras dañadas. |
| EF3 | N de Prattville                                             | Autauga, Elmore, Coosa, Tallapoosa                          | 32°31′N 86°31′O / 32.52, -86.52                             | 0355                                                        | desconocido                                                 | 3 muertes – Estructuras dañadas y al menos 4 heridos.                                                                                   |
| EF? | N de Brewton                                                | Escambia                                                    | 31°13′N 87°04′O / 31.22, -87.07                             | 0430                                                        |                                                             | Múltiples viviendas dañadas |
| EF? | Damascus                                                    | Escambia                                                    | 31°10′N 86°52′O / 31.17, -86.86                             | 0510                                                        |                                                             | Estructuras dañadas |
| EF? | Andalusia                                                   | Covington                                                   | 31°19′N 86°29′O / 31.31, -86.48                             | 0610                                                        |                                                             | Estructuras dañadas |
| Misuri |                                                             |                                                             |                                                             |                                                             |                                                             | |
| EF1 | NE de Bowling Green                                         | Pike                                                        | 39°23′N 91°09′O / 39.39, -91.15                             | 1842                                                        |                                                             | Tornado arranca árboles |
| EF? | Chaffee                                                     | Scott                                                       | 37°11′N 89°40′O / 37.18, -89.66                             | 2147                                                        |                                                             | Estructuras dañadas |
| Luisiana |                                                             |                                                             |                                                             |                                                             |                                                             | |
| EF? | NNE de Palmetto                                             | St. Landry                                                  | 30°50′N 91°53′O / 30.83, -91.88                             | 1950                                                        |                                                             | Estructuras dañadas |
| Illinois |                                                             |                                                             |                                                             |                                                             |                                                             | |
| EF? | Farmersville                                                | Montgomery                                                  | 39°26′N 89°39′O / 39.44, -89.65                             | 2211                                                        |                                                             | Tornado confirmado a lo largo de la Interestatal 55.                                                                                    |
| EF1 | SO de Easton                                                | Mason                                                       | 40°15′N 89°58′O / 40.25, -89.96                             | 2230                                                        | 3,2 millas (5,1 km)                                         | Estructuras dañadas |
| EF0 | NE de Athens                                                | Menard                                                      | 40°03′N 89°53′O / 40.05, -89.88                             | 2322                                                        | 1,2 millas (1,9 km)                                         | Una vivienda obtuvo daños. |
| EF1 | N de Athens                                                 | Menard                                                      | 40°03′N 89°55′O / 40.05, -89.92                             | 2325                                                        | 2,3 millas (3,7 km)                                         | Estructuras dañadas |
| Fuentes: SPC Storm Reports for 04/15/11, NWS Central Illinois, NWS Jackson, NWS Mobile, NWS Little Rock, NWS Birmingham |                                                             |                                                             |                                                             |                                                             |                                                             | |

### Tornados del 16 de abril
| Lista de tornados reportados - Domingo, 16 de abril de 2011 | Lista de tornados reportados - Domingo, 16 de abril de 2011 | Lista de tornados reportados - Domingo, 16 de abril de 2011 | Lista de tornados reportados - Domingo, 16 de abril de 2011 | Lista de tornados reportados - Domingo, 16 de abril de 2011 | Lista de tornados reportados - Domingo, 16 de abril de 2011 | Lista de tornados reportados - Domingo, 16 de abril de 2011 |
| ----------------------------------------------------------- | ----------------------------------------------------------- | ----------------------------------------------------------- | ----------------------------------------------------------- | ----------------------------------------------------------- | ----------------------------------------------------------- | --- |
| EF#                                                         | Ubicación                                                   | Condado                                                     | Coord.                                                      | Horario (UTC)                                               | Longitud del recorrido                                      | Comentarios/daños |
| Georgia                                                     |                                                             |                                                             |                                                             |                                                             |                                                             | |
| EF1                                                         | Fort Benning                                                | Chattahoochee                                               | 32°22′N 84°51′O / 32.37, -84.85                             | 0850                                                        | 0,25 millas (400 m)                                         | Un dormitorio en Fort Benning fue completamente destruido |
| EF1                                                         | NO de Macon                                                 | Bibb                                                        | 32°53′N 83°43′O / 32.88, -83.71                             | 1002                                                        | 2,6 millas (4,2 km)                                         | Tres viviendas destruidas y otras 25 resultaron gravemente dañadas. |
| Carolina del Norte                                          |                                                             |                                                             |                                                             |                                                             |                                                             | |
| EF?                                                         | SO de Union Ridge                                           | Alamance                                                    | 36°12′N 79°25′O / 36.20, -79.42                             | 1808                                                        |                                                             | 8 millas al norte de Burlington, cerca de la Burlington Reservoir. Estructuras dañadas.                                                                                |
| EF?                                                         | N de Roxboro                                                | Person                                                      | 36°27′N 78°59′O / 36.45, -78.99                             | 1840                                                        |                                                             | Estructuras dañadas |
| EF?                                                         | Bethel Hill                                                 | Person                                                      | 36°30′N 78°53′O / 36.50, -78.88                             | 1850                                                        |                                                             | Estructuras dañadas a 9 millas al NE de Roxboro. |
| EF3                                                         | Sanford a Rolesville                                        | Lee, Chatham, Wake, Franklin                                | 35°28′N 79°03′O / 35.46, -79.05                             | 1905                                                        |                                                             | 5 muertes |
| EF?                                                         | SE de Moncure                                               | Chatham                                                     | 35°34′N 79°00′O / 35.57, -79.00                             | 1920                                                        |                                                             | Tornado entre Sanford y Holly Springs / Raleigh |
| EF?                                                         | Rowland                                                     | Robeson                                                     | 34°32′N 79°17′O / 34.54, -79.29                             | 1933                                                        |                                                             | Graves estructuras dañadas cerca de Lumberton. |
| EF?                                                         | Linden                                                      | Cumberland, Harnett, Johnston, Wilson                       | 35°10′N 78°44′O / 35.16, -78.74                             | 2003                                                        |                                                             | 2 muertes cerca de la Interestatal 95 |
| EF?                                                         | S de Roseboro                                               | Sampson                                                     | 34°55′N 78°20′O / 34.92, -78.34                             | 2040                                                        |                                                             | Estructuras dañadas |
| EF?                                                         | E de Bladenboro                                             | Robeson, Bladen                                             | 34°32′N 78°47′O / 34.54, -78.78                             | 2104                                                        |                                                             | 2 muertes. Estructuras dañadas. |
| EF?                                                         | Wilson                                                      | Wilson                                                      | 35°43′N 78°00′O / 35.71, -78.00                             | 2112                                                        |                                                             | Estructuras dañadas. |
| EF?                                                         | Faison                                                      | Duplin                                                      | 35°07′N 78°08′O / 35.12, -78.14                             | 2112                                                        |                                                             | Tornado confirmado |
| EF?                                                         | Roanoke Rapids                                              | Halifax                                                     | 36°27′N 77°39′O / 36.45, -77.65                             | 2120                                                        |                                                             | Estructuras dañadas |
| EF?                                                         | NNE de Clarkton                                             | Columbus                                                    | 34°26′N 78°44′O / 34.43, -78.73                             | 2137                                                        |                                                             | |
| EF?                                                         | Goldsboro                                                   | Wayne                                                       | 35°24′N 77°57′O / 35.40, -77.95                             | 2155                                                        |                                                             | Estructuras dañadas |
| EF?                                                         | Snow Hill                                                   | Greene                                                      | 35°27′N 77°40′O / 35.45, -77.67                             | 2201                                                        |                                                             | Entre 40 y 50 fueron destruidas y entre 5 o 6 negocios. La escuela de primaria de la localidad sostuvo daños estructurales, y el gimnasio fue completamente destruido. |
| EF?                                                         | Farmville                                                   | Pitt                                                        | 35°35′N 77°35′O / 35.59, -77.59                             | 2220                                                        |                                                             | Estructuras dañadas, 5 personas heridas. |
| EF?                                                         | Hamilton                                                    | Martin                                                      | 35°56′N 77°13′O / 35.94, -77.21                             | 2242                                                        |                                                             | Varios tornados reportados. |
| EF?                                                         | Askewville                                                  | Bertie                                                      | 36°07′N 76°56′O / 36.11, -76.94                             | 2300                                                        |                                                             | 14 muertos - Daños catastróficos en la zona. Muchas estructuras dañadas incluidas arrancadas desde sus fundaciones.                                                    |
| EF?                                                         | ESE de Combs Fork                                           | Jones                                                       | 35°03′N 77°29′O / 35.05, -77.48                             | 2311                                                        |                                                             | Una vivienda destruida a 15 millas al SE Kinston. |
| EF?                                                         | Hargetts Crossroads                                         | Jones                                                       | 35°00′N 77°38′O / 35.00, -77.64                             | 2313                                                        |                                                             | 18 millas al sur de Kinston. |
| EF?                                                         | NNO de Vanceboro                                            | Craven                                                      | 35°20′N 77°11′O / 35.34, -77.18                             | 2348                                                        |                                                             | |
| EF?                                                         | Jacksonville                                                | Onslow                                                      | 34°46′N 77°24′O / 34.76, -77.40                             | 0017                                                        |                                                             | Tornado visto en la zona, incluyendo Camp Lejeune. |
| EF?                                                         | Riverdale                                                   | Craven                                                      | 34°59′N 77°00′O / 34.99, -77.00                             | 0047                                                        |                                                             | Estructuras dañadas |
| EF?                                                         | Duck                                                        | Dare                                                        | 36°10′N 75°45′O / 36.16, -75.75                             | 0136                                                        |                                                             | Trees and power lines were knocked down. Several roofs torn off houses.                                                                                                |
| Virginia                                                    |                                                             |                                                             |                                                             |                                                             |                                                             | |
| EF1                                                         | SO de Stuarts Draft                                         | Augusta                                                     | 38°01′N 79°04′O / 38.01, -79.07                             | 1825                                                        | 4 millas (6,4 km)                                           | Estructuras dañadas |
| EF1                                                         | NO de Dinwiddie                                             | Dinwiddie                                                   | 37°06′N 77°40′O / 37.10, -77.66                             | 2037                                                        | 8 millas (12,9 km)                                          | Estructuras dañadas y árboles arrancados. |
| EF3                                                         | SO de Clopton                                               | Gloucester                                                  | 37°20′N 76°33′O / 37.34, -76.55                             | 2305                                                        | desconocido                                                 | 3 muertes - Muchas estructuras dañadas. Fatalidades confirmadas por WAVY-TV.                                                                                           |
| EF?                                                         | Smithfield                                                  | Isle of Wight                                               | 36°59′N 76°37′O / 36.98, -76.62                             | 2330                                                        |                                                             | Estructuras dañadas |
| Carolina del Sur                                            |                                                             |                                                             |                                                             |                                                             |                                                             | |
| EF?                                                         | Saint Stephen                                               | Berkeley                                                    | 33°23′N 79°55′O / 33.39, -79.92                             | 2116                                                        |                                                             | Tornado confirmado; Estructuras dañadas. Al menos seis personas heridas y una iglesia destruida.                                                                       |
| EF?                                                         | SSO de Andrews                                              | Georgetown                                                  | 33°20′N 79°37′O / 33.34, -79.62                             | 2116                                                        |                                                             | Numerosos árboles arrancados |
| Fuentes SPC Storm Reports for 04/16/11, NWS Peachtree City  |                                                             |                                                             |                                                             |                                                             |                                                             | |